# Stylurus annulatus
Stylurus annulatus – gatunek ważki z rodziny gadziogłówkowatych (Gomphidae). Występuje we wschodnich i północno-wschodnich Chinach, Korei Północnej i Południowej, na Dalekim Wschodzie Rosji oraz w Japonii.